# Idionella
Idionella is een geslacht van spinnen uit de familie hangmatspinnen (Linyphiidae).

## Soorten
De volgende soorten zijn bij het geslacht ingedeeld:
- Idionella anomala (Gertsch & Ivie, 1936)
- Idionella deserta (Gertsch & Ivie, 1936)
- Idionella formosa (Banks, 1892)
  - Idionella formosa pista (Chamberlin, 1949)
- Idionella nesiotes (Crosby, 1924)
- Idionella rugosa (Crosby, 1905)
- Idionella sclerata (Ivie & Barrows, 1935)
- Idionella titivillitium (Crosby & Bishop, 1925)
- Idionella tugana (Chamberlin, 1949)